# Gracias a la vida (Joan Baez)
| Recensione                        | Giudizio |
| --------------------------------- | -------- |
| AllMusic                          | [ 1 ]    |
| The New Rolling Stone Album Guide | [ 2 ]    |

Gracias a la vida (alcune volte è indicato con il titolo Gracias a la vida (Here's to Life) o Gracias a la vida / Here's to Life)  è un album discografico di Joan Baez, pubblicato dall'etichetta discografica A&M Records nel marzo del 1974.
Si tratta di un disco cantato in lingua spagnola con una traccia in lingua catalana.

## Tracce
Lato A
1. Gracias a la vida – 3:30 (Violeta Parra; arrangiamento di Joan Baez)
2. Llegó con tres heridas – 2:11 (Miguel Hernández (testo), Joan Manuel Serrat (musica))
3. La llorona – 3:50 (Tradizionale; arrangiamento di Joan Baez)
4. El preso número nueve – 3:22 (Los Hermanos Cantoral)
5. Guantanamera – 3:50 (Jose Martí; adattamento di Hector Angulo e Pete Seeger)
6. Te recuerdo Amanda – 2:35 (Víctor Jara; arrangiamento di Joan Baez)
7. Dida – 3:35 (Joan Baez)

Lato B
1. Cucurrucucú paloma – 4:50 (Tomas Méndez)
2. Paso río – 0:50 (Tradizionale; arrangiamento di Joan Baez)
3. El rossinyol – 3:06 (Tradizionale; arrangiamento di Joan Baez)
4. De colores – 2:25 (Tradizionale; arrangiamento di Joan Baez)
5. Las madres cansadas – 3:30 (Joan Baez)
6. No nos moverán – 3:20 (Tradizionale; arrangiamento di Joan Baez)
7. Esquinazo del guerrillero – 2:40 (Fernando Alegría (testo), Rolando Alarcón (musica); arrangiamento di Joan Baez)

- Il testo del brano Llegó con tres heridas è tratto da un poema di Miguel Hernández con adattamento musicale di Joan Manuel Serrat
- Il brano La llorona è una canzone tradizionale dell'america latina
- Il brano Guantanamera è comunemente assegnato a Joseíto Fernández e Jose Martí, l'adattamento a Julián Orbón
- Il brano El rossinyol è una canzone tradizionale catalana
- Il brano De colores è una canzone tradizionale spagnola (anche se alcune volte viene attribuita al folclore messicano)
- Il brano No nos moverán è la versione cantata in spagnolo del pezzo tradizionale spiritual afroamericano I Shall Not Be Moved

## Formazione
- Joan Baez - voce, chitarra
- Tommy Tedesco - chitarra solista
- Lalo Lindgron - arpa
- Jim Hughart - basso
- Tom Scott - flauto, woodwinds, arrangiamenti strumenti a corda
- Milt Holland - percussioni
- Mariachi Uclatlan (brani: El preso número nueve e Cucurrucucú paloma)
- Edgar Lustgarden - violoncello
- Rondalla Amerindia (brano: No nos moverán)
- Joni Mitchell - improvvisazione vocale (brano: Dida)
- Jackie Ward, Sally Stevens, Andra Willis - cori (brano: Las madres cansadas)

Note aggiuntive
- Joan Baez e Henry Lewy - produttori (per la J.C.B. Productions)
- Henry Lewy - ingegnere delle registrazioni
- Mark Carter - assistente ingegnere delle registrazioni
- Frank De Luna - ingegnere della masterizzazione
- Roland Young - art direction
- Chuck Beeson - design album
- K. Abe - fotografie[3]